# Кубрат Пулев
Кубрат Венков Пулев (известен като Кобрата) е български боксьор и национален състезател. Състезава се в категория над 91 кг, има чин лейтенант в българската армия. Син е на боксьора в тежка категория и шампион от 50-те и 60-те години на ХХ век Венко Пулев. Европейски шампион по бокс при младежите – (2009) Европейски шампион по бокс за професионалисти в свръхтежка категория (2012), интерконтинентален шампион в супертежка категория (2012) и шампион на регулярната (второстепенна) световна титла  на WBA  в тежка категория (2024). Трикратен претендент за световната титла.

## Биография
Роден на 4 май 1981 г. в София. Първите си стъпки в бокса прави в залата на „Локомотив“, но поради лошите условия започва боксовата си кариера на 13 години в школата на ЦСКА. Преди да започне да тренира бокс, е тренирал 1 година футбол. Състезава се в категорията на най-тежките – над 91 кг. Пулев е избран за спортист на февруари 2008 г. Брат на Тервел Пулев, също известен боксьор.
През 1998 г. е привлечен в националния отбор на България, след като зад гърба си вече има много отличия от детски и юношески състезания. През 2002 г. Кубрат печели първото си голямо отличие – купа „Странджа“. През 2005 завоюва бронзов медал на световното първенство в Китай, а през 2006 – и на европейското в Пловдив. Участва и на Летните олимпийски игри в Пекин през 2008 г. и няколко месеца след това става европейски шампион в Ливърпул в категория над 91 кг.

### Кариера в професионалния бокс
От 2009 г. е в професионалния бокс и постига успехи само за две години и половина. Понастоящем Кубрат Пулев тежи 112 кг и е висок 194 см.
Носител на Интернационалната титла на IBF в тежка категория, след победа над Травис Уолкър с единодушно съдийско решение, през 2011 година. На 5 май 2012 г. става европейски шампион в тежка категория в мач с Александър Димитренко – спаринг партньор на братята Кличко.
През 2012 г. печели европейската титла на Европейския боксов съюз в тежка категория. На 29 септември в Хамбург Пулев се изправя срещу руския боксьор Александър Устинов и защитава двете си титли, като побеждава Устинов (202 см, 136 кг) в тежък двубой. Пулев нокаутира руснака в 11-ия рунд. Спортист на годината на България за 2012 г. Мъж на годината за 2013 г.
На 24 август 2013 г. побеждава по точки Тони Томпсън. По този начин става официален претендент за титлата на Владимир Кличко във версия IBF (Международна боксова федерация).
Кубрат Пулев получава приза „Родолюбец“ номер 1 за 2013 година.
На 14 декември 2013 г. Кобрата побеждава американеца Джоуи Ейбъл чрез технически нокаут в мач за защита на интернационалната си титла на Международната боксова федерация.
На 15 ноември 2014 г. в мач за световната титла в Хамбург, Германия, Кобрата допуска първата загуба в кариерата си на професионален боксьор като е нокаутиран в 5-ия рунд от световния шампион Владимир Кличко.
Мач № 30 в кариерата на Кубрат Пулев трябва да бъде срещу световния шампион на 4 федерации в тежка категория Антъни Джошуа, но заради пандемията от COVID-19, срещата се мести за 12 декември 2020 година. Мачът Пулев – Джошуа ще се проведе в зала „Уембли“ в Лондон. По време на двубоя ще бъдат допуснати 1000 привърженици на двамата боксьори, след като в столицата на Англия бе позволено на фенове да посещават спортни събития, считано от 4 декември. Мачът ще бъде излъчен от платформата за спорт на живо DAZN, която считано от 1 декември вече се намира и в България. На 12 декември 2020 година, в Лондон, Кубрат изиграва добър мач, 3 пъти попада в нокдаун, но се изправя. В края на 9-ия рунд е нокаутиран от Джошуа.

## Личен живот
От 2006 до 2019 г. е обвързан с попфолк певицата Андреа, но двамата се разделят през юли 2019 г., след отправени обвинения срещу Пулев за сексуално посегателство от журналистката Джени Суши. Кубрат Пулев има две деца от партньорката си Розали Петрова – дъщеря Христина (2021) и син Спартак (2023)

## Статистика
| #      | Рекорд | Опонент               | Тип        | Рунд, Време   | Дата       | Място                                    | Бележка                                                                                              |
| Победа | 33 – 3 | Махмуд Чар            | UD         | 12            | 2024-08-12 | София, Арена 8888                        | Спечелва титлата на WBA (редовнa) в тежка категория                                                  |
| Победа | 32 – 3 | Игор Шевадзуцкий      |            |               | 2024-30-03 |                                          | |
| Победа | 31 – 3 | Анджей Вавжик         | UD         | 10            | 2023-14-12 | Хангарът, Коста Меса, Калифорния         | |
| Загуба | 30 – 3 | Дерек Чисора          | СД         | 12            | 2022-09-07 | O2 арена, Лондон                         | За свободна международна титла на WBA в тежка категория                                              |
| Победа | 30 – 2 | Джери Форест          | UD         | 10            | 2022-14-05 | Лос Анджелис, Калифорния, САЩ            | |
| Победа | 29 – 2 | Франк Мир             | TKO        | 1 (9), 1:59   | 2021-27-11 | Глобъл Лайф Филд, Арлингтън, Тексас, САЩ | Спечелва Triad Combat титлата в тежка категория                                                      |
| Загуба | 28 – 2 | Антъни Джошуа         | КО         | 9 (12), 2:58  | 2020-12-12 | Уембли Арена, Лондон                     | За IBF, WBA, IBO и WBO титли в тежка категория                                                       |
| Победа | 28 – 1 | Ридел Букър           | UD         | 10 (12), 2:40 | 2019-11-09 | Фресно, Калифорния                       | |
| Победа | 27 – 1 | Богдан Дину           | KO         | 7 (12), 2:40  | 2019-03-23 | Коста Меса, Калифорния                   | |
| Победа | 26 – 1 | Хюи Фюри              | UD         | 12            | 2018-10-27 | София, България                          | Става официален претендент за двубой за титлата в тежка категория                                    |
| Победа | 25 – 1 | Кевин Джонсън         | UD         | 12            | 2017-04-28 | София, България                          | Мач за Интерконтиненталната титла на Световната боксова асоциация                                    |
| Победа | 24 – 1 | Самюъл Питър          | TKO        | 4 (12), 0:01  | 2016-03-12 | София, България                          | Мач за Интерконтиненталната титла на Световната боксова асоциация                                    |
| Победа | 23 – 1 | Дерек Чисора          | SD         | 12            | 2016-05-07 | Хамбург, Германия                        | Мач за европейската титла в Супертежка категория                                                     |
| Победа | 22 – 1 | Морис Харис           | KO         | 1 (8), 1:59   | 2015-12-05 | Хамбург, Германия                        | |
| Победа | 21 – 1 | Джордж Ариас          | UD         | 8             | 2015-10-17 | Карлсруе, Германия                       | |
| Загуба | 20 – 1 | Владимир Кличко       | KO         | 5 (12), 2:11  | 2014-11-15 | Хамбург, Германия                        | Мач за световната титла на IBF в супертежка категория                                                |
| Победа | 20 – 0 | Ивица Перкович        | Отказва се | 3 (8)         | 2014-04-05 | Рощок, Германия                          | Юбилейна победа                                                                                      |
| Победа | 19 – 0 | Джоуи Ейбъл           | TKO        | 4 (12)        | 2013-12-14 | Нойбранденбург, Германия                 | Защита IBF international Супертежка категория                                                        |
| Победа | 18 – 0 | Тони Томпсън          | UD         | 12            | 2013-08-24 | Шверин, Германия                         | Защита IBF international Супертежка категория                                                        |
| Победа | 17 – 0 | Александър Устинов    | KO         | 11 (12), 1:28 | 2012-09-29 | Хамбург, Германия                        | Защита IBF international Супертежка категория, Защита EBU (European) Супертежка категория            |
| Победа | 16 – 0 | Александър Димитренко | KO         | 11 (12), 2:59 | 2012-05-05 | Баден-Вюртемберг, Германия               | Защита IBF international Супертежка категория, Победа свободната EBU (European) Супертежка категория |
| Победа | 15 – 0 | Майкъл Спрот          | Отказва се | 9 (12), 3:00  | 2012-01-14 | Баден-Вюртемберг, Германия               | Защита IBF international Супертежка категория                                                        |
| Победа | 14 – 0 | Травис Уолкър         | UD         | 12            | 2011-10-22 | Баден-Вюртемберг, Германия               | Спечелва свободната IBF international Супертежка категория                                           |
| Победа | 13 – 0 | Максим Педиура        | UD         | 8             | 2011-07-16 | Мюнхен, Германия                         | |
| Победа | 12 – 0 | Дерик Роси            | TKO        | 5 (8), 2:15   | 2011-05-07 | Копенхаген, Дания                        | |
| Победа | 11 – 0 | Ярослав Заворотний    | UD         | 8             | 2011-02-12 | Хернинг, Дания                           | |
| Победа | 10 – 0 | Паоло Видоз           | UD         | 8             | 2010-12-18 | Берлин, Германия                         | |
| Победа | 9 – 0  | Доминик Гуин          | UD         | 8             | 2010-10-30 | Рощок, Германия                          | |
| Победа | 8 – 0  | Евгени Орлов          | DQ         | 7 (8), 0:16   | 2010-05-01 | Олденбург, Германия                      | Орлов е дисквалифициран за заешки удари (rabbit punching)                                            |
| Победа | 7 – 0  | Дани Батчелдер        | TKO        | 2 (8), 0:45   | 2010-03-13 | Берлин, Германия                         | |
| Победа | 6 – 0  | Исоса Мондо           | Отказва се | 3 (8), 3:00   | 2010-02-20 | Лиеж, Белгия                             | |
| Победа | 5 – 0  | Мат Скелтън           | KO         | 4 (8), 2:14   | 2010-01-30 | Мекленбург-Предна Померания, Германия    | |
| Победа | 4 – 0  | Зак Пейдж             | UD         | 6             | 2009-12-05 | Лудвигсбург, Германия                    | |
| Победа | 3 – 0  | Гбенга Олоукун        | UD         | 6             | 2009-11-07 | Бавария, Германия                        | |
| Победа | 2 – 0  | Сердар Уйсал          | TKO        | 4 (4), 0:56   | 2009-10-17 | Берлин, Германия                         | |
| Победа | 1 – 0  | Флориан Бенче         | TKO        | 2 (4), 2:05   | 2009-09-19 | Нойбранденбург, Германия                 | Професионален дебют                                                                                  |